# 曲果德庆林寺
曲果德庆林寺，又称“萨曲果德庆林寺”，简称“曲果寺”（群果寺），位于西藏自治区日喀则市定结县萨尔乡雪村，是一座藏传佛教格鲁派寺院。

## 简介
曲果德庆林寺位于西藏自治区日喀则市定结县萨尔乡雪村，为藏传佛教寺院。定结县是茶马古道经过地区，留有不少佛寺、宗堡、碉楼、古墓，该寺便是其中一座佛寺。
该寺和贡强桑旦曲布寺均建于距离定结县城38公里的萨尔乡人民政府驻地，1560年建成。该寺建筑面积1600平方米，属藏传佛教格鲁派寺院。该寺有大小佛殿六间，大殿内供奉释迦牟尼的弟子之一“古入佛”，佛像高达近3米，是定结县现存最大的佛像。在该寺的大小佛殿内，已被熏黑的墙壁上到处都是壁画。
2013年5月，日喀则地区从定结县琼孜乡朗玛村到定结县城的朗玛至定结段公路改造工程完成可行性研究报告的编制，拟在2014年完成初步设计与施工图设计的编制；2014年完成施工、监理招标；2014年开工，2015年完工。该工程沿线有萨曲果德庆林寺、白塔等等，这些建筑均没有文物保护级别。